# Ночной экспресс (фильм)
«Экспресс-похищение» (исп. Secuestro Express) — венесуэльский фильм 2004—2005 годов. Режиссёр — Джонатан Якубович. Премьера фильма прошла в Нью-Йорке в августе 2005 года.

## Сюжет
Повествует о главном биче латиноамериканских городов — хаосe, разгулe уличной преступности и террорe, переходящему все мыслимые и немыслимые границы. Пролог фильма утверждает, что каждые шестьдесят минут в Латинской Америке похищают человека с целью получения выкупа. 70 % жертв при этом погибают даже в случае уплаты денег. Место действия — хаотичный и криминогенный современный Каракас, Венесуэла.
Карла (Миа Маэстро) и её жених Мартин (Жан-Поль Леру) — представители «золотой», хотя уже и достаточно зрелой, молодёжи Каракаса. Нанюхавшись кокаина в одном из новомодных ночных клубов столицы, они теряют бдительность, и их похищают три бандита из окружающих город трущоб: Тресе (Карлос Хулио Молина), Буду (Педро Перес) и Нига (Карлос Мадера). Пока родители Карлы и Мартина собирают выкуп, те с головой окунаются в криминальный мир похитителей, который, впрочем, не кажется им таким уж шокирующим. Оказывается, у Мартина и его похитителей есть общий знакомый — известный эксцентричностью наркоторговец, с которым Мартина, к удивлению Карлы, связывают более чем дружеские отношения. В результате Карла даже проникается сочувствием к похитителям, а они к ней. После нескольких стычек сам Мартин погибает от пули, а Карла возвращается к нормальной жизни, становится менее циничной и высокомерной, и даже начинает помогать неимущим детям.

## В ролях
- Миа Маэстро — Карла
- Рубен Блэйдс — отец Карлы
- Карлос Хулио Молина — Трис
- Жан-Поль Леру — Мартин